# Centro Científico del Cusco
El Centro Científico del Cusco fue una organización privada de investigación académica fundada a fines del siglo XIX en el Cusco, Perú,  con la finalidad de ocuparse de los estudios geográficos y científicos del Perú en general y, en particular, del departamento del Cusco para suministrar informes que puedan ser útiles a la administración pública y procurar el mayor conocimiento del territorio peruano.

## Historia
Hacia fines del siglo XIX, la ciudad del Cusco se encontraba en una situación de decadencia debido, entre otros factores, a su aislamiento del resto del país por falta de medios de comunicación así como su separación de las rutas comerciales existentes en aquel momento. Socialmente, existía una marcada diferencia entre la numerosa población indígena y la población de notables siendo que se abusaba constantemente del trabajo de los primeros en rezago de una marcada costumbre proveniente del tiempo colonial. Intelectualmente, el desarrollo académico cusqueño era privilegio de una reducida élite vinculada a la Universidad de San Antonio Abad la misma que vivió años de decadencia y casi desaparición siendo que, por ejemplo, entre 1876 y 1886 casi no tuvo actividad debido a la imposibilidad de pagar los sueldos de los maestros. 
John W. Nystrom llegó en 1867 al Cusco buscando alentar la formación de una sociedad metalúrgica y minera en el Cusco para impulsar la industria siderúrgica, sin embargo esta intención no pudo concretarse ante la poca intención de invertir de los habitantes del Cusco quienes preferían mantener el estado de las cosas y la economía basada en la venta de productos agrícolas producidos en el departamento.
En esta situación, hacia los años 1890, acontecimientos ajenos al Cusco motivaron el cambio de las cosas. La prevalencia de Arequipa como sede comercial del sur del Perú así como la llegada de productos manufacturados de Arequipa, Lima y Trujillo gracias a la llegada del Ferrocarril del Sur a la ciudad de Sicuani, motivaron que la élite comercial cusqueña tuviera que impulsar alguna manera de librarse de los efectos negativos que la nueva coyuntura traía sobre el equilibro social y económico. Adicionalmente, el triunfo de las montoneras pierolistas en la guerra civil de 1894 significó no sólo la derrota del cacerismo y del entonces prefecto Pedro Mas sino también la apertura a nuevas corrientes de pensamiento que despertaron a la juventud universitaria. Es como respuesta a esa necesidad que el prefecto Pedro José Carrión fundó el "Centro Científico del Cusco" en septiembre de 1897. Su primer presidente fue el doctor Antonio Lorena Rozas secundado por Manuel E. Montesinos
Entre los fundadores hubo autoridades políticas, profesores del Colegio Nacional de Ciencias, catedráticos de la Universidad de San Antonio Abad, autoridades universitarias e importantes propietarios agrícolas. Entre ellos podemos citar a Manuel E. Montesinos (profesor del Colegio de Ciencias, juez de primera instancia y catedrático de la Universidad), Juan Julio Castillo (juez de Segunda Instancia y propietario de la hacienda Chupanhuaro), Antonio Lorena (médico, catedrático de la Universidad, profesor del Colegio de Ciencias, propietario de las haciendas Miraflores y Recoleta), Juan A. Falcón (Obispo), Fernando Pacheco (Canónigo), Lucio Samuel Cabrera (Diputado por el Cusco), Eliseo Araujo (miembro de la Corte Superior, Rector de la Universidad), Angel Colunge (catedrático de la Universidad y profesor del Colegio de Ciencias), Ambrosio Della Chiesa (médico, propietario de la hacienda Samiaca) y Gavino Ugarte (miembro de la Corte Superior).
La preocupación inicial del Centro Científico estribaba en el hecho que la inicial reinserción del Cusco dentro del circuito comercial nacional gracias a la llegada del ferrocarril iba a generar un desastre económico gracias a la disponibilidad de productos provenientes de otros departamentos. Ante esta situación, se despertó una idea que había rondado desde mediados del siglo XIX consistente en la colonización del noreste amazónico, la explotación de las riquezas de la selva y la búsqueda de una salida fluvial que permitiese el comercio directo con Europa con prescindencia de las ciudades portuarias peruanas en el Pacífico. Ante ese reto, los esfuerzos del Centro Científico apuntaron a encontrar la mejor ruta para la colonización de las selvas del Ucayali y Madre de Dios. Luis María Robledo Ocampo fue el miembro más activo en lo referido a expediciones a las selvas nororientales. Esas expediciones no sólo eran vistas como una exigencia económica sino patriótica ya que se temía la competencia por parte de estadounidenses o, más aún, bolivianos o brasileños que realizaran dichas expediciones y pudieran despojar al Perú - y al Cusco - de la soberanía en los territorios de la selva. No obstante, también se propició inversión extranjera en la explotación del caucho en la zona. Vías de comunicación que uniesen al Cusco con la amazonía, promoción de la explmacion gomera y cauchera y acción gubernamental en el resguardo de las fronteras y en el ordenamiento político de las provincias selváticas ese fue el programa del Centro Científico para hacer frente a las vicisitudes por las que pasó el agro cusqueño hacia fines de la pasada centuria.
El 13 de septiembre de 1897, Robledo Ocampo pronuncia una conferencia sobre la hoya del Madre de Dios ante el Centro Científico del Cusco que grafica toda esta intención al señalar:

En este suelo que el Sol eligió un día para morada de sus hijos existe una región privilegiada en la que el Padre de la raza escogida acumuló ingentes tesoros. Para ella son los primeros resplandores de su luz. Es el oriente del Cusco, la verdadera patria del Sol... a poca distancia de aqui se extiende la tierra prometida del porvenir"

Adicionalmente a este principal preocupación, se debe destacar que en las publicaciones del Centro Científico del Cusco se destacan el pensamiento positivista y el inicio del indigenismo con la participación, desde 1900, de Clorinda Matto de Turner como miembro. Asimismo también se advierte un deseo de que el Cusco recupere el sitial protagónico en la vida peruana. El Centro Científico del Cusco, a pesar de varios ofrecimientos, no recibió apoyo de parte del estado peruano debiendo toda actividad ser sufragada con aportes de los miembros. Hacia 1907, el Centro Científico cesó actividades. En 1908 hizo su llegada al Cusco el Ferrocarril del Sur haciendo realidad el temor inicial de esta organización.

## Publicaciones
El Centro Científico del Cusco expidió desde 1898 su "Boletín del Centro Científico del Cusco" del que se publicaron 13 números. En dicho boletín se abarcaron temas de colonización, geografía, hidrografía, historia, entre otros temas (Aparicio, 2012). Este medio sirvió como plataforma para que los estudiantes puedan nutrirse del conocimiento de aquellos maestros, algunos de ellos llegados de Europa, que trajeron consigo herramientas  para entender los problemas regionales.

## Opinión
El Centro Científico del Cusco y sus esfuerzos de conocimiento y divulgación del medio cusqueño y sus posibilidades de desarrollo son considerados como el antecedente para el surgimiento de la Escuela Cuzqueña y de los grupos indigenistas "Ande", "Resurgimiento" y "Kosko" en los años 1920. Aportó de manera significativa en aquellos que posteriormente tomarían las riendas de la reforma universitaria en la UNSAAC, y no solo eso, sino que también pasarían a formar (los integrantes de la reforma universitaria) parte de un núcleo que dilató sus conocimientos a lo largo de las próximas décadas y al mismo tiempo fueron actores políticos y culturales dentro del escenario regional y nacional.

#### Libros y publicaciones
- Rénique C., José Luis (1980). «El Centro Científico del Cusco (1897- 1907)». Histórica IV (1).
- Tamayo Herrera, José (1981). Historia Social del Cuzco Republicano. Lima: Universo.

- Datos: Q88900926